# Chinook (Montana)
Chinook (en llengua assiniboine Šiną́ga) és la seu del Comtat de Blaine a l'estat de Montana. Segons el cens del 2000 tenia 1.386 habitants.

## Demografia
Segons el cens del 2000, Chinook tenia 1.386 habitants, 657 habitatges, i 375 famílies. La densitat de població era de 1.049,3 habitants per km².
Dels 657 habitatges en un 26,3% hi vivien nens de menys de 18 anys, en un 45,4% hi vivien parelles casades, en un 9,9% dones solteres, i en un 42,9% no eren unitats familiars. En el 39,6% dels habitatges hi vivien persones soles el 21,6% de les quals corresponia a persones de 65 anys o més que vivien soles. El nombre mitjà de persones vivint en cada habitatge era de 2,1 i el nombre mitjà de persones que vivien en cada família era de 2,84.
Per edats la població es repartia de la següent manera: un 23,6% tenia menys de 18 anys, un 5,3% entre 18 i 24, un 24% entre 25 i 44, un 23,4% de 45 a 60 i un 23,7% 65 anys o més.
L'edat mediana era de 43 anys. Per cada 100 dones de 18 o més anys hi havia 86,8 homes.
La renda mediana per habitatge era de 25.461 $ i la renda mediana per família de 35.577 $. Els homes tenien una renda mediana de 26.667 $ mentre que les dones 20.179 $. La renda per capita de la població era de 16.038 $. Aproximadament el 12,1% de les famílies i el 17,3% de la població estaven per davall del llindar de pobresa.

## Poblacions properes
El següent diagrama mostra les poblacions més properes.